# Alphonse VI (roi de León)
Pour les articles homonymes, voir Alphonse VI.
Alphonse VI (né vers 1040-1041 et mort le 1er juillet 1109), surnommé le Brave (El Bravo) ou le Vaillant, est roi de León (1065-1109), roi de Galice (1071-1109) et roi de Castille (1072-1109).
Il est l'artisan de la conquête de Tolède en 1085, qui constitue le point de départ de la Reconquista. Cette conquête étend considérablement le territoire et l'influence du royaume de León et de Castille, mais provoque en riposte une invasion almoravide à laquelle Alphonse résiste jusqu'à la fin de son règne. Les armées léonaise et castillane subissent de lourdes défaites lors des batailles de Sagrajas (1086) et de Consuegra (1097). En 1108, son fils et unique héritier, Sancho Alfónsez, trouve la mort au cours de la bataille d'Uclès. Valence est abandonnée, mais Tolède est conservée au sein d'un vaste royaume qu'Alphonse lègue à sa fille en 1109. 

## Biographie

### Origine et jeunesse
Fils de Ferdinand Ier, roi de León, et de Sancha de León, Alphone est un « infante léonais avec du sang navarrais et castillan ». Ses grands-parents paternels sont Sanche III, roi de Pampelune, et Munia de Castille. Ses grands-parents maternels sont Alphonse V, roi de León, et sa première épouse Elvire Mendes.
L'année de naissance d'Alphonse n'est pas mentionnée dans les textes de l'époque. Selon l'un des auteurs des chroniques anonymes de Sahagún, qui rencontra le monarque et assista à sa mort, il meurt à l'âge de 62 ans après avoir régné durant 44 ans. Il serait donc né dans la seconde moitié de 1047 ou dans la première moitié de 1048. Selon Pélage de Oviedo, Alphonse serait mort à l'âge de 79 ans, mais cela placerait sa naissance vers 1030, avant le mariage de ses parents.
D'après l’Historia silense, le premier enfant de Ferdinand et de Sanche, une fille appelée Urraque, serait née alors que ses parents étaient encore comte et comtesse de Castille, en 1033 ou 1034. Le deuxième enfant et fils aîné, Sanche, naît probablement dans la seconde moitié de 1038 ou en 1039. Le troisième enfant, une fille appelée Elvire, naît en 1039 ou 1040. Elle est suivie d'Alphonse en 1040 ou 1041, puis de García, entre 1041 et le 24 avril 1043, date à laquelle le roi Ferdinand, dans une donation à l'abbaye San Andrés de Espinareda, mentionne ses cinq enfants. Tous, sauf Elvire, signent un document au monastère de San Juan Bautista de Corias le 26 avril 1046.
Tous les enfants de Ferdinand, selon l’Historia silense, sont formés aux arts libéraux. Les garçons sont également formés au maniement des armes, à l'équitation (à la manière espagnole) et à la chasse. Le clerc Raymond de Palencia est chargé de l'éducation d'Alphonse. Une fois roi, Alphonse le nomme évêque de Palencia et le désigne comme « magistro nostro, viro nobile et Deum timenti » (« notre maître, un homme noble qui craint Dieu »).

### Ascension au pouvoir

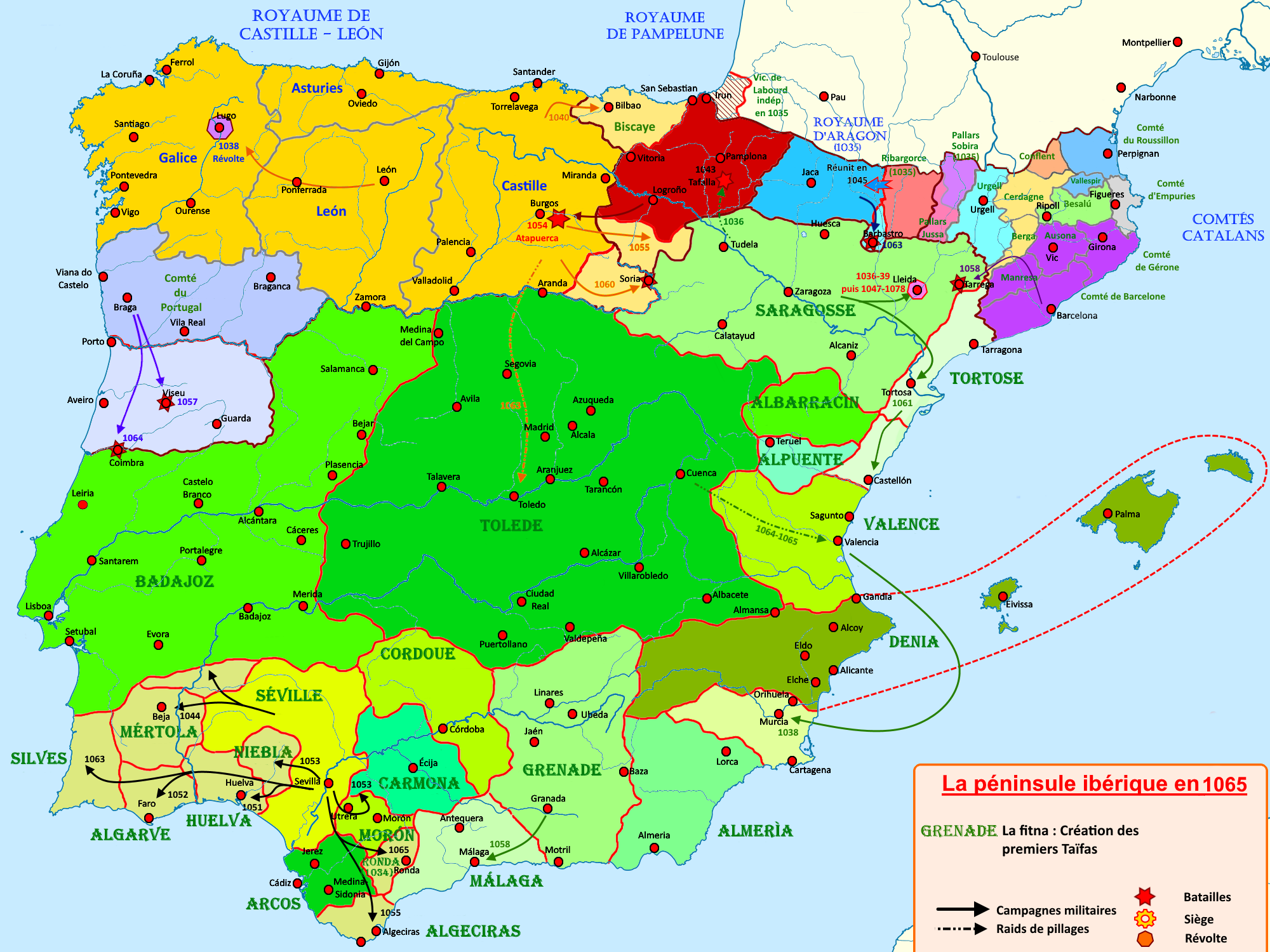
La péninsule ibérique en 1065, à la mort de Ferdinand. Le royaume de León (en jaune) est partagé entre les trois fils de Ferdinand : García (Galice), Alphonse (León) et Sanche (Castille).

En tant que deuxième fils du roi de León,, Alphonse n'est pas censé hériter du trône. À la fin de l'année 1063, probablement le 22 décembre, Ferdinand convoque une Curia Regia pour faire connaître ses dispositions testamentaires. Le roi profite du rassemblement de nombreux magnats à León, capitale du royaume, pour la consécration de la basilique Saint-Isidore de León. Il décide de distribuer son patrimoine entre ses enfants, une distribution qui ne deviendra effective qu'à sa mort afin d'éviter tout litige :
- Sanche, l'aîné, hérite du royaume de Castille, créé pour lui à cette occasion, ainsi que des tributs (parias) de la taïfa de Saragosse[16],[17],[N 2] ;
- Alphonse, le deuxième, hérite du royaume de León[16], « la partie la plus étendue, la plus prisée et la plus emblématique : celle contenant les villes d'Oviedo et de León, berceaux de la monarchie asturienne et léonaise[5] », comprenant les Asturies, les villes de León, Astorga, El Bierzo, Zamora et la Tierra de Campos ainsi que les tributs de la taïfa de Tolède[19] ;
- García, le dernier, hérite de la Galice, « élevée au rang de royaume[18] », qui s'étend au sud vers le fleuve Mondego, au Portugal, et comprend les tributs de la taïfa de Badajoz[18] et de la taïfa de Séville[20] ;
- Les sœurs, Urraque et Elvire, reçoivent toutes les deux l'« Infantazgo », c'est-à-dire « le patronage et les revenus de tous les monastères appartenant au patrimoine royal[18] » à condition de rester célibataires.

### Roi de León (1065-1072)
Après son couronnement dans la ville de León en janvier 1066, Alphonse VI doit s'opposer aux visées expansionnistes de son frère Sanche II, qui, en tant que fils aîné, se considère comme le seul héritier légitime de tous les royaumes de son père. Le conflit entre les trois frères débute après la mort de leur mère, la reine Sancha, le 7 novembre 1067, et se prolonge pendant sept ans. Sanche et Alphonse s'affrontent pour la première fois à Llantada, en juillet 1068, et conviennent que le vainqueur obtiendra le royaume du vaincu. Sanche, soutenu par le bras armé du Cid, est victorieux, mais Alphonse ne respecte pas l'accord. En dépit de leur conflit, les deux frères gardent des relations cordiales : Alphonse est présent au mariage de son frère aîné le 26 mai 1069. C'est à cette occasion que les deux frères forment une alliance contre leur frère cadet García afin de se partager le royaume de Galice. Avec la complicité d'Alphonse VI, Sanche II envahit la Galice en 1071. Il soumet son frère García II, le capture à Santarém et le jette en prison à Burgos avant de l'exiler vers la taïfa de Séville, alors dirigée par Al Mutamid ibn Abbad. Après avoir éliminé leur frère, Alphonse VI et Sanche II s'autoproclament rois de Galice et signent une trêve.
La trêve est rompue l'année suivante et Sanche II remporte une victoire décisive à Golpejera le 12 janvier 1072. Alphonse est capturé, emprisonné à Burgos, puis tonsuré et envoyé au monastère de Sahagún. Grâce à l'intercession de leur sœur Urraque, Sanche et Alphonse parviennent à un accord en vertu duquel Alphonse trouve refuge dans la taïfa de Tolède sous la protection de son vassal Al-Mamun. Il est accompagné de son ami d'enfance, le fidèle Pedro Ansúrez.
Alphonse VI, exilé à Tolède, gagne le soutien de la noblesse léonaise et de sa sœur Urraque, maîtresse de la cité de Zamora. Cette dernière refuse d'échanger la forteresse de Zamora, « clé de la future expansion au sud du Douro », contre des compensations proposées par son frère Sanche. Alors que Sanche met le siège devant la ville, il est assassiné. Selon la tradition, un noble nommé Vellido Dolfos se serait présenté devant le roi pendant le siège, affirmant avoir abandonné Urraque pour servir le roi Sanche. Sous prétexte de lui montrer les points faibles des remparts de la ville, Dolfos aurait séparé le roi de sa garde et l'aurait tué d'un coup de lance. La mort de Sanche II sans descendance permet à Alphonse VI de récupérer son trône ainsi que les royaumes de Castille et de Galice.
Bien que Le Cid, porte-étendard et conseiller du roi Sanche II, ait été présent au siège de Zamora, son rôle dans les événements est inconnu. La mort de Sanche II ne peut pas non plus être imputée à Alphonse VI, qui, au moment de la mort de son frère, était en exil. Malgré le manque de preuves, « ménestrels et ballades ont comblé ce vide avec de belles créations littéraires dénuées de toute réalité historique ». Les légendes sur cet assassinat feront plus tard partie de la Leyenda de Cardeña, un ensemble de documents narratifs légendaires concernant Le Cid publiés au XIIIe siècle.
Grâce à la mort de Sanche II, García II peut reconquérir son trône de Galice. Cependant, l'année suivante, le 13 février 1073, Alphonse convoque García et le jette en prison. García est maintenu en détention pendant dix-sept ans au château de Luna, où il meurt le 22 mars 1090. Après avoir évincé ses deux frères, Alphonse s'assure facilement la loyauté du haut clergé et de la noblesse de son royaume.

### Expansion territoriale (1072-1086)

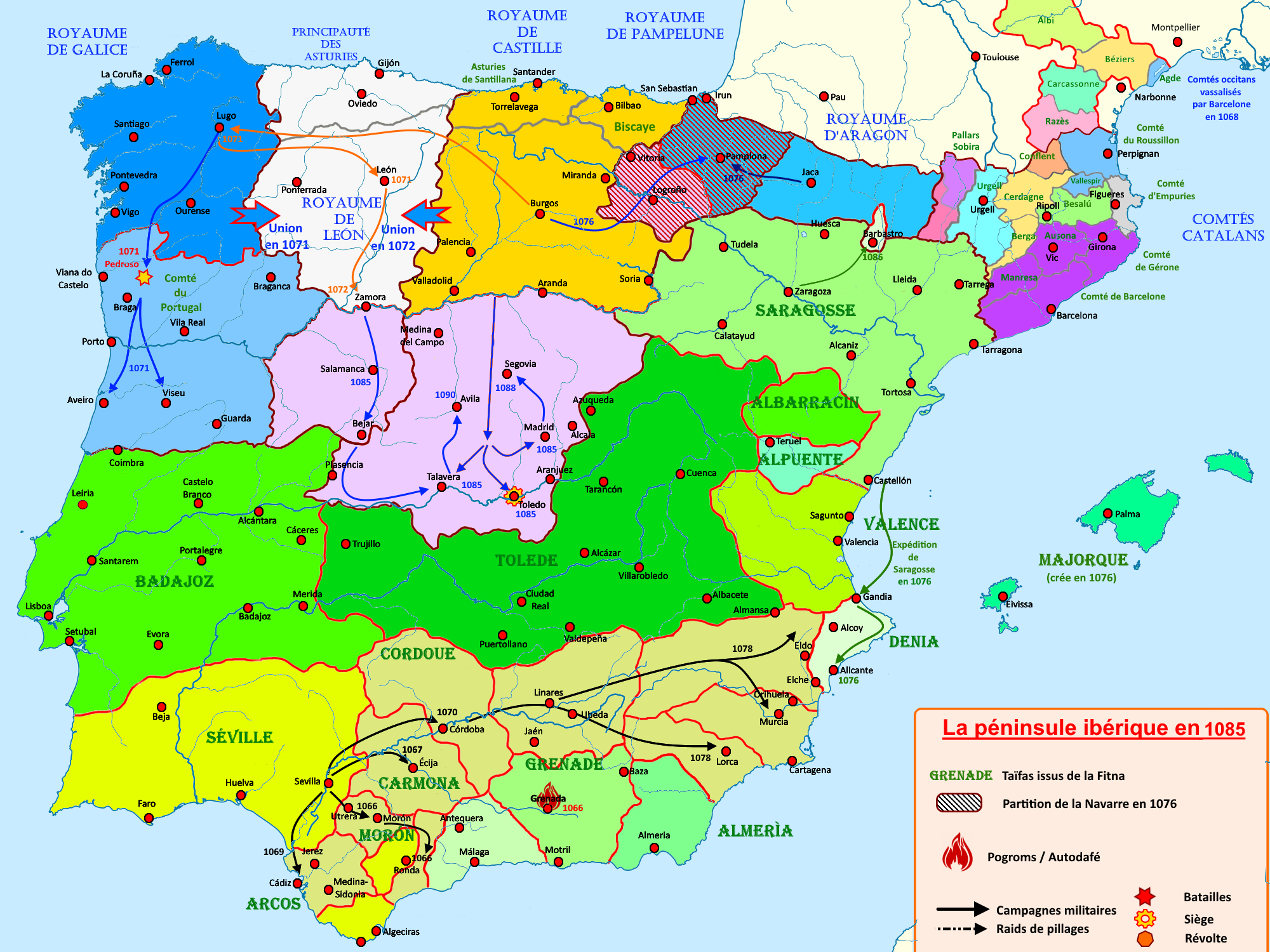
La conquête léonaise de la taïfa de Tolède entre 1065 et 1085.

Désormais établi sur le trône de León, et doté du titre d'« empereur », vestige de la tradition wisigothique, Alphonse passe les quatorze années suivantes de son règne à étendre son territoire par des conquêtes. En 1072, il s'autoproclame « rex Spanie ».
En 1074, allié avec Yahyâ al-Ma'mûn, souverain de la taïfa de Tolède, Alphonse lance une offensive contre Abd Allah, souverain ziride de la taïfa de Grenade, et s'empare de la forteresse stratégique d'Alcalá la Real.
À la suite de l'assassinat de Sanche IV de Navarre en 1076, qui ne laisse que des fils mineurs, la noblesse navarraise se divise quant à la succession au trône de Navarre. Alphonse prend immédiatement possession de Calahorra et de Najera, et reçoit également le soutien de la noblesse de Biscaye-Álava et de La Rioja. Le parti opposé soutient Sanche Ier d'Aragon et prend possession du reste du royaume. Après un accord entre les deux rois, Sanche est reconnu comme roi de Navarre tandis qu'Alphonse annexe les territoires d'Álava, de Biscaye, une partie du Guipúzcoa et La Bureba. Il adopte le titre de Imperator totius Hispaniae (« Empereur de toutes les Espagnes »).
Son expansion territoriale se fait au détriment des royaumes musulmans. Alphonse poursuit leur exploitation économique au moyen du système des parias (« tributs ») et réussit à garder la plupart des taïfas comme ses tributaires, sous la menace d'une intervention armée. En 1074, il soumet à tribut la taïfa de Tolède et, la même année, aidé par les troupes de cette ville, il ravage les terres de la taïfa de Grenade, qui devient alors son tributaire. En 1076, l'émir de Saragosse, qui désire s'emparer de Valence sans être inquiété par Alphonse, accepte de reprendre le paiement des parias. En 1079, Alphonse s'empare de Coria. En 1083, il est la victime d'une ruse, appelée la « trahison de Rueda ». Ayant appris que le gouverneur du château de Rueda de Jalón, qui dépend de la taïfa de Saragosse, a l'intention de la céder au roi de Léon, Alphonse gagne cette place forte. Les troupes du roi tombent dans une embuscade à leur entrée dans le château, et plusieurs magnats du royaume sont tués,.

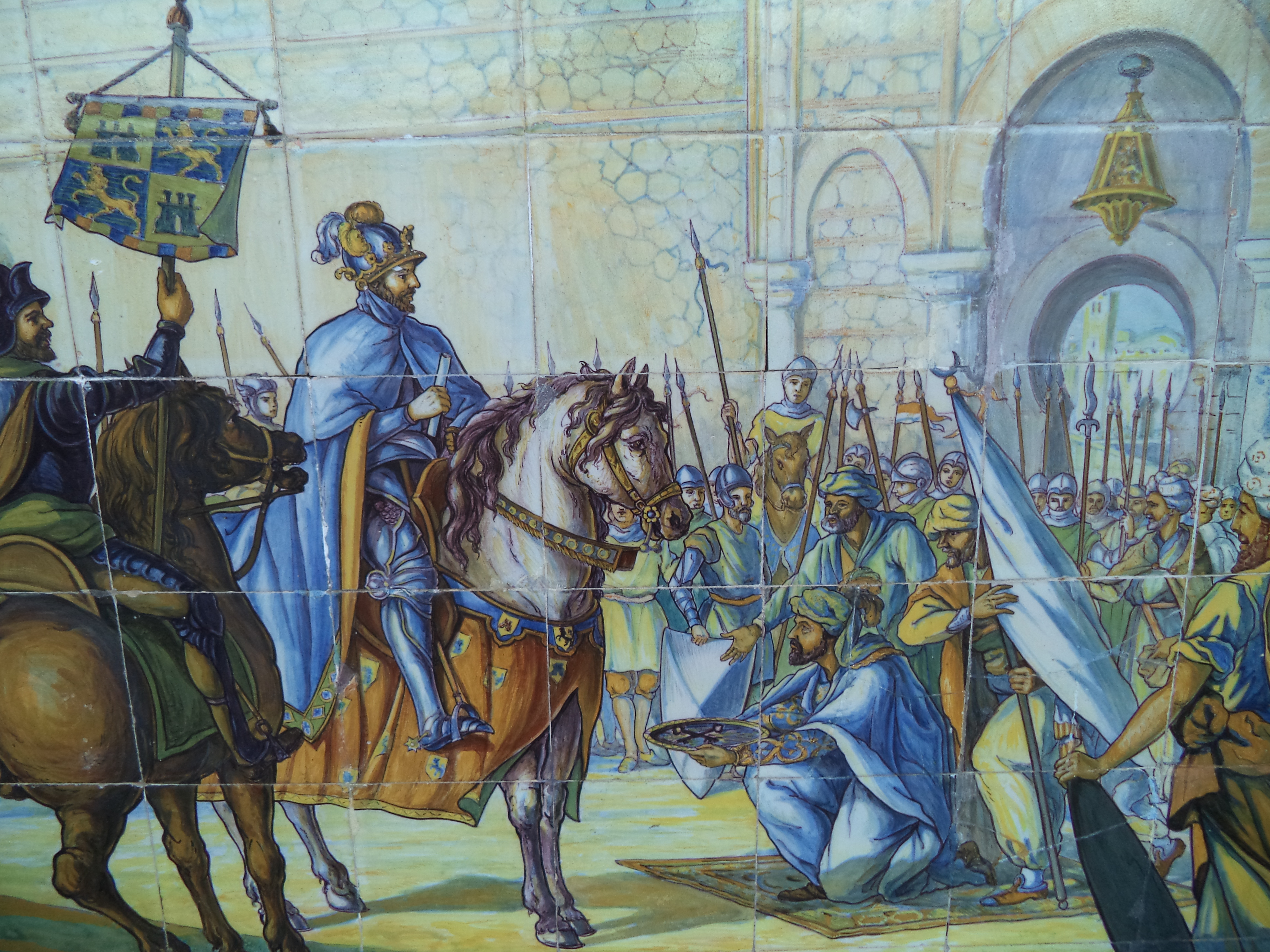
La prise de Tolède par Alphonse VI en 1085.

En 1074, Yahyâ al-Ma'mûn, vassal et ami d'Alphonse et roi de la taïfa de Tolède, meurt empoisonné à Cordoue. Son petit-fils Al-Qadir lui succède. Ce dernier demande l'aide du roi de León pour mettre fin à une révolte contre lui. Alphonse VI profite de cette demande pour assiéger Tolède, qui tombe le 25 mai 1085. Après avoir perdu son trône, Al-Qadir est envoyé par Alphonse VI comme roi de la taïfa de Valence, sous la protection du capitaine léonais Alvar Fáñez. Pour faciliter cette opération et récupérer le paiement des parias dus par la ville, impayés depuis l'année précédente, Alphonse assiège Saragosse au printemps 1086. Début mars, Valence se soumet au règne d'Al-Qádir ; la cité de Xàtiva sollicite, tardivement, l'aide militaire des souverains de Tortose et de Lérida. L'incursion de ces derniers dans la région échoue et ils se retirent, harcelés par les troupes de Fáñez.
Après cette importante conquête, Alphonse VI est nommé « Empereur des Deux Religions ». En signe de reconnaissance envers l'importante population musulmane de la ville, il leur promet, outre le respect de leurs biens, le droit d'utiliser la mosquée principale. Cette décision est ultérieurement révoquée par le nouvel archevêque de Tolède, Bernard de Sédirac, qui profite de l'absence du roi à Tolède et du soutien de la reine Constance de Bourgogne.
L'occupation de Tolède, qui permet à Alphonse d'intégrer à ses précédents titres celui de roi de Tolède, entraine la prise de villes comme Talavera de la Reina et de forteresses comme le château d'Aledo en Murcie. Il entre également dans Mayrit (aujourd'hui Madrid) sans résistance, probablement par capitulation. Le territoire situé entre le Système central et le Tage sert désormais de base d'opérations au royaume de León, d'où il peut lancer de nouvelles offensives contre les taïfas de Cordoue, Séville, Badajoz et Grenade.

### Invasions almoravides (1086-1109)

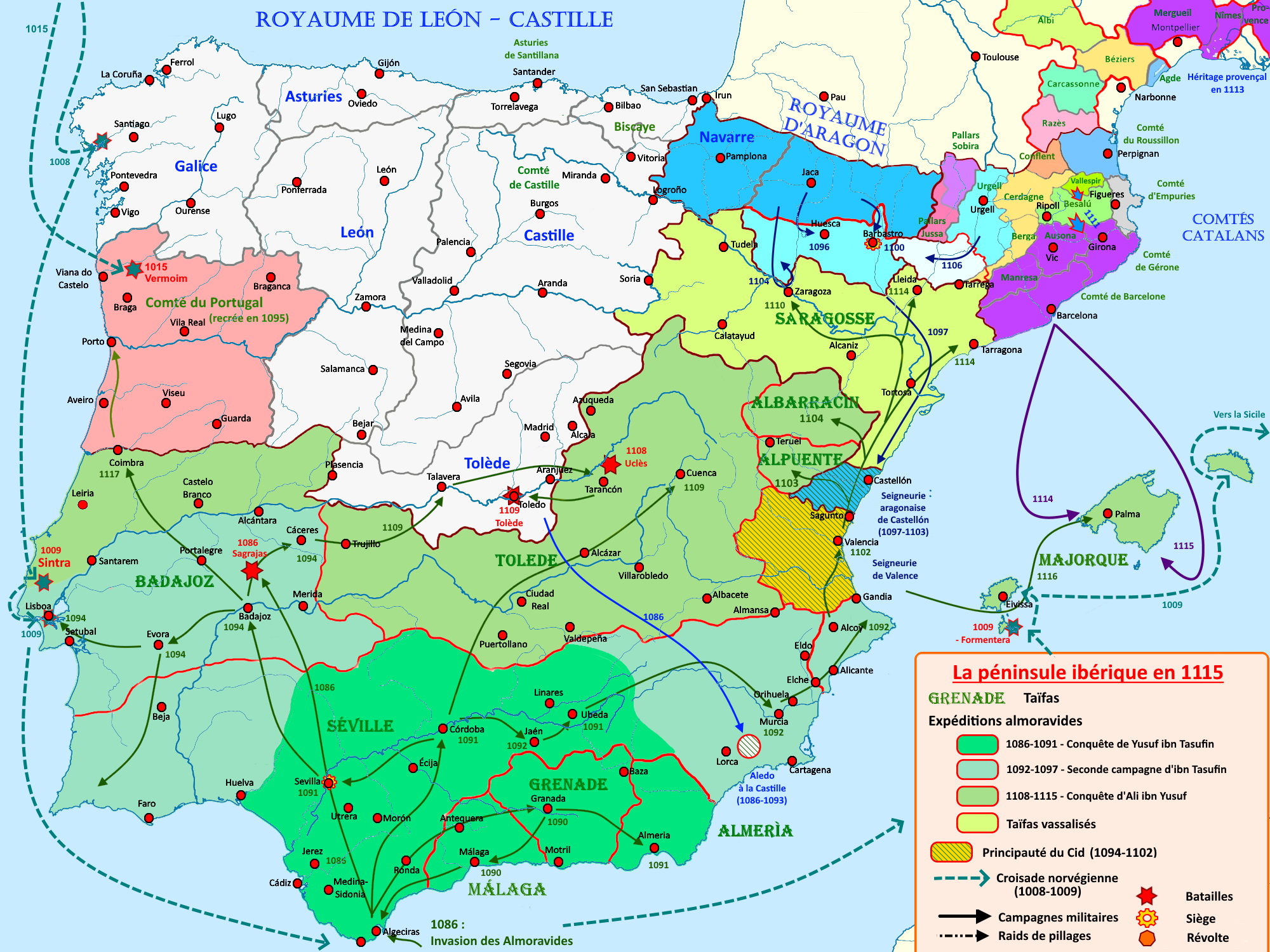
La riposte almoravide entre 1085 et 1115.

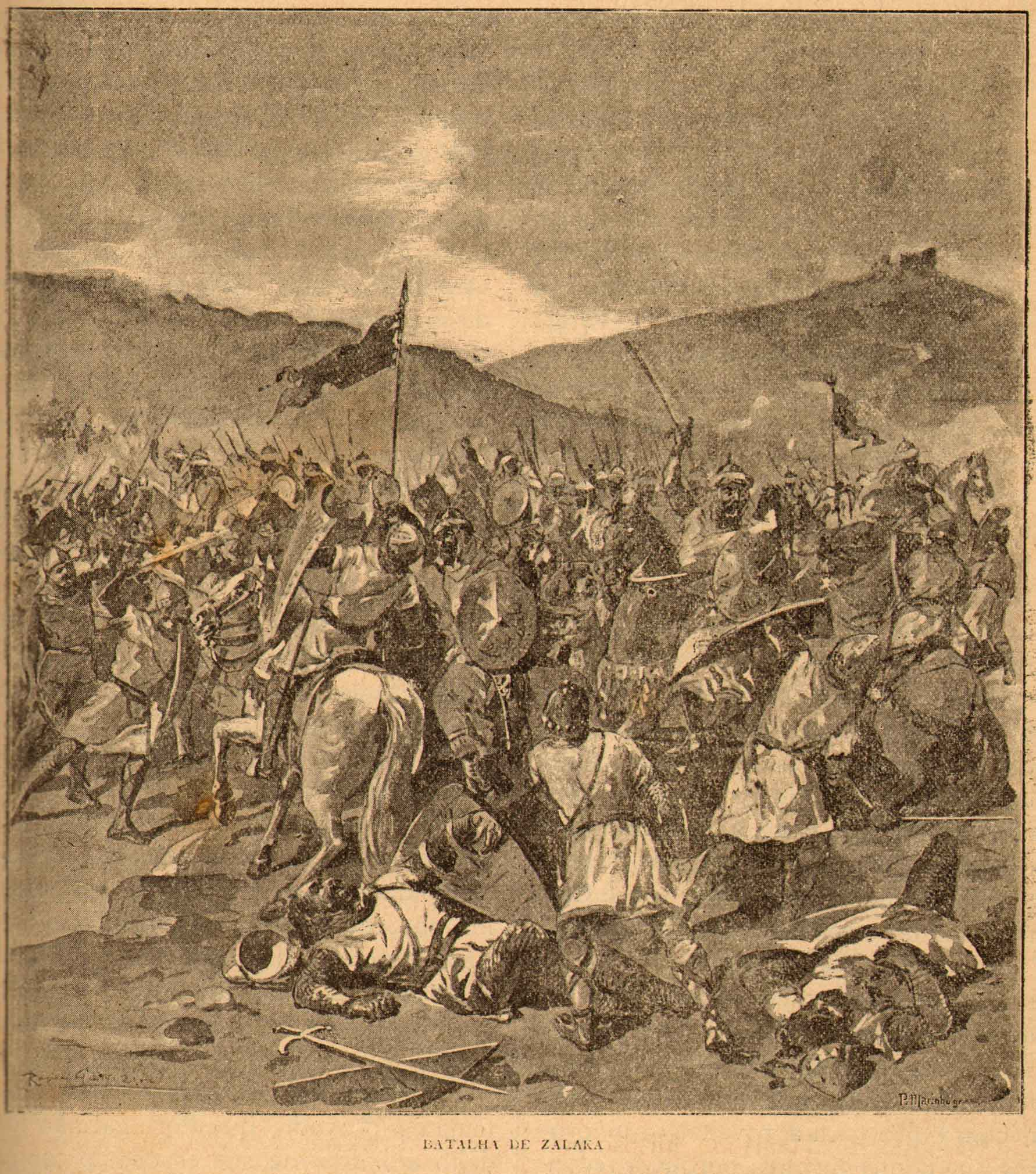
La bataille de Sagrajas, remportée par les Almoravides en 1086.

La conquête de la vaste et stratégique taïfa de Tolède, le contrôle de Valence et la possession du château d'Aledo, qui isolent la Murcie du reste d'Al-Andalus, inquiètent les souverains musulmans de la péninsule ibérique. La pression militaire et économique exercée par Alphonse sur les taïfas pousse les dirigeants des taïfas de Séville, Grenade, Badajoz et Almería à solliciter l'aide de Youssef ben Tachfine, le sultan de la dynastie berbère des Almoravides. Fin juillet 1086, les troupes almoravides traversent le détroit de Gibraltar et débarquent à Algésiras.
À Séville, l'armée almoravide rejoint les troupes des taïfas et gagne l'Estrémadure. Le 23 octobre 1086, ils affrontent les troupes d'Alphonse VI lors de la bataille de Sagrajas. Álvar Fáñez, rappelé de Valence, renforce l'armée royale. Les troupes chrétiennes sont vaincues et se retirent à Tolède. Le sultan ne profite pas de la victoire car il retourne précipitamment en Afrique du Nord à la nouvelle de la mort de son fils. Cette défaite marque le début d'une nouvelle ère dans la péninsule ibérique, qui dure près de trois décennies. Pendant cette période, les Almoravides ont l'initiative, tandis qu'Alphonse reste sur la défensive. Il parvient néanmoins à conserver Tolède, la cible principale des attaques almoravides.
Alphonse VI lance un appel aux royaumes chrétiens d'Occident afin d'organiser une croisade contre les Almoravides. Il se réconcilie avec Le Cid, qui se rend à Tolède à la fin de 1086 ou au début de 1087. À la suite de la défaite chrétienne, les taïfas andalouses cessent de payer les parias. Le Cid réussit cependant à soumettre à nouveau les taïfas rebelles au cours des deux années suivantes.
Bien que la croisade ne se concrétise pas, un grand nombre de chevaliers étrangers se rendent dans la péninsule ibérique. Parmi eux figurent Raymond et Henri de Bourgogne, qui épousent les filles d'Alphonse VI, Urraque et Thérèse, contribuant à l'établissement des dynasties anscarides et capétiennes dans les royaumes péninsulaires. Certains croisés assiègent sans succès Tudela pendant l'hiver 1087, avant de se retirer,. La même année, le roi écrase une révolte galicienne visant à libérer son frère García II.
En 1088, Youssef ben Tachfine traverse le détroit de Gibraltar pour la seconde fois, mais est vaincu au cours du siège d'Aledo et subit la désertion de nombreux chefs de taïfas. Il décide, lors de sa prochaine offensive, de déposer tous les dirigeants des taïfas et de devenir le seul souverain de tout le territoire d'Al-Andalus. Grâce à la défaite musulmane d'Aledo, Alphonse peut reprendre la collecte des parias en menaçant le gouverneur de Grenade de ravager son territoire, puis se rend à Séville pour soumettre à nouveau la ville. Abdallah ben Bologhin, émir de Grenade, s'éloigne définitivement de Youssef ben Tachfine et Alphonse promet de l'aider en échange de sa soumission.
En juin 1090, les Almoravides lancent une troisième offensive, déposent le roi de Grenade, soumettent le gouverneur de Cordoue et, après avoir remporté la bataille d'Almodóvar del Río, entrent dans Séville et envoient Al Mutamid en exil. Dans la seconde moitié de l'année, toutes les taïfas du sud sont conquises par les Almoravides et Alphonse ne peut tenir sa promesse de soutien au roi de Séville. Le roi subit des revers sur tous les fronts : à l'est, il ne parvient pas à prendre Tortose en raison de l'arrivée tardive de la flotte génoise ; au sud, Al-Qádir est déposé à la suite d'une révolte ; à l'ouest, malgré une alliance avec le roi de Badajoz, les armées almoravides reprennent Lisbonne, Sintra et Santarém en novembre 1094. La seule bonne nouvelle pour Alphonse VI est la reprise de Valence par Le Cid, qui remporte une victoire décisive contre les Almoravides lors de la bataille de Quart, à cinq kilomètres de Valence, le 21 octobre 1094. Cette victoire fixe la frontière orientale pour dix ans.
Selon certains historiens, Alphonse VI déjoue ensuite une conspiration de ses gendres, Raymond et Henri, qui forment un complot visant à se partager son royaume à sa mort. Pour les monter l'un contre l'autre, il confie à Henri et Thérèse le gouvernement du comté de Portugal jusqu'alors dirigé par Raymond, et limite le pouvoir de Raymond au gouvernement de la Galice. D'autres chercheurs, en revanche, démontrent que le pacte n'aurait pu être conclu avant 1103,, et suggèrent que la nomination d'Henri est plutôt liée à la défaite de 1094.

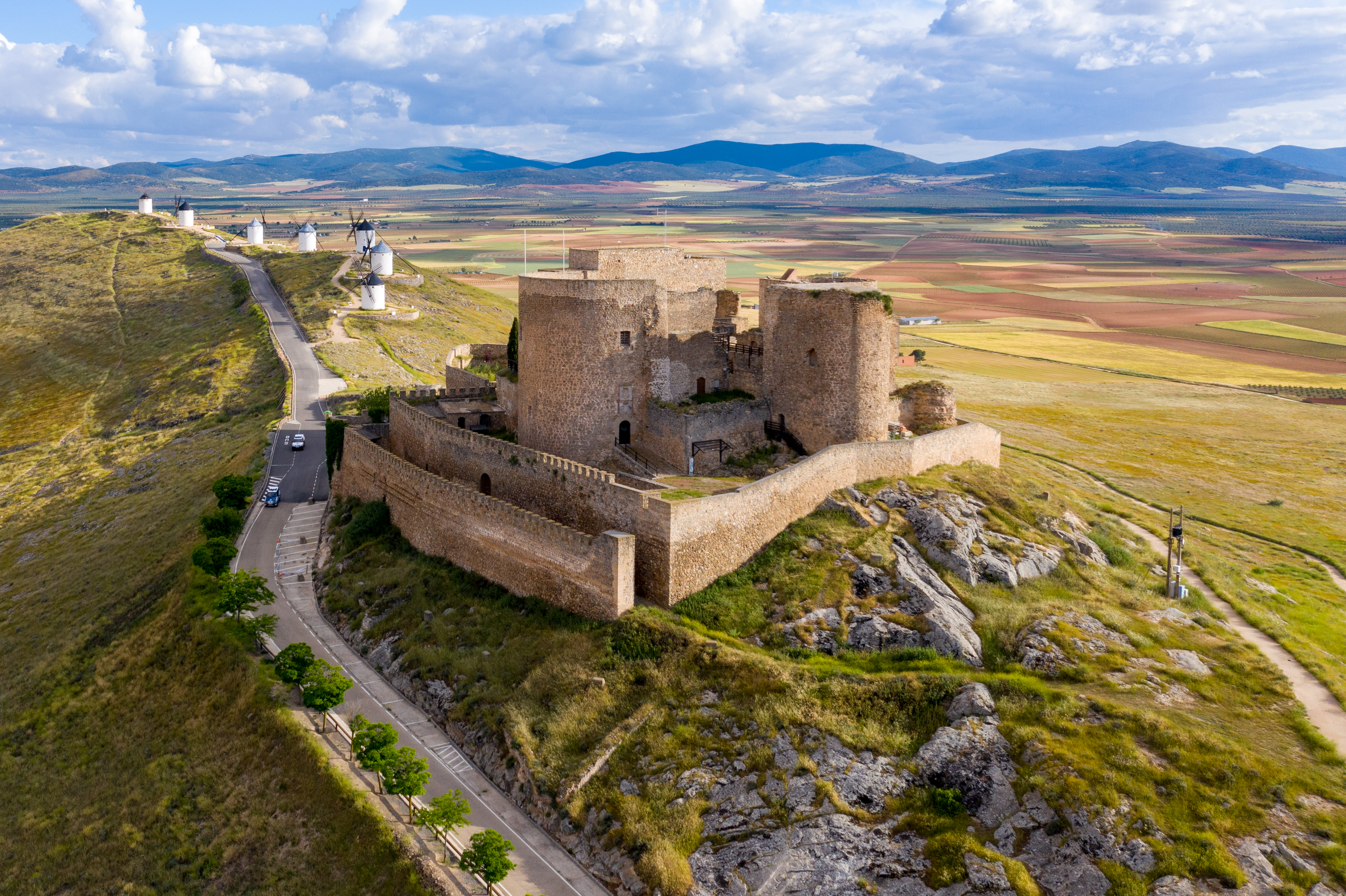
Le château de Consuegra, dans la région de Castille-La Manche.

En 1097, les Almoravides envahissent l'Espagne pour la quatrième fois. Alphonse en reçoit la nouvelle alors qu'il se rend à Saragosse pour prêter main-forte à son vassal Al-Musta'in II, roi de Saragosse, dans sa confrontation avec le roi Pierre Ier d'Aragon. Une fois de plus, l'objectif almoravide est Tolède. Les armées chrétiennes sont vaincues lors de la bataille de Consuegra le 15 août 1097, confirmant ainsi le déclin du règne d'Alphonse, amorcé en 1086 avec la défaite de Sagrajas.
En 1099, les Almoravides s'emparent d'un grand nombre de châteaux défendant Tolède et ses environs et, l'année suivante, tentent sans succès de prendre la ville. Henri de Bourgogne, gendre d'Alphonse, est chargé de défendre Tolède, car le roi est à Valence pour inspecter ses défenses. Le Cid est mort l'année précédente et sa veuve, Chimène, gouverne la ville.
En 1102, Alphonse envoie des troupes pour aider Valence à contrer la menace almoravide. Après une bataille indécise à Cullera, Valence tombe aux mains des Almoravides, car Alphonse estime qu'il est trop coûteux de la défendre. Le roi organise l'évacuation de Valence au début du printemps et y met le feu avant de partir. En mai, les Almoravides prennent possession des ruines de la ville. La même année, il entreprend le repeuplement de Salamanque, qui protège Coria, et d'Ávila, qui défend le col de montagne accessible depuis Guadarrama, et se prépare à une éventuelle perte de Tolède. Pour protéger la région de l'est, en 1104, il assiège et prend Medinaceli, un emplacement clé à partir duquel la région de Tolède peut être attaquée depuis l'est en suivant la vallée du Jalón. En 1104, 1105 et 1106, le roi fait plusieurs incursions en territoire andalou. Il atteint Málaga en 1106 et revient avec de nombreux Mozarabes qui s'établissent dans son royaume.
En 1108, les troupes de l'Almoravide Tamim, gouverneur de Cordoue et fils de Youssef ben Tachfine, attaquent les territoires chrétiens. Cette fois, la cible n'est pas Tolède mais Uclès,. Alphonse VI se trouve alors à Sahagún ; il est âgé et souffre d'une ancienne blessure qui l'empêche de monter à cheval. Álvar Fáñez, gouverneur des terres des Dhunnunides, commande l'armée. Il est accompagné de Sancho Alfónsez, fils unique et héritier du roi,. Les armées s'affrontent lors de la bataille d'Uclés le 29 mai 1108 et les troupes chrétiennes subissent une nouvelle défaite. Le jeune Sancho Alfónsez, héritier du trône, est tué au combat. En conséquence, la Reconquista est stoppée pendant trente ans et le comté de Portugal devient un royaume indépendant,. La situation militaire est également grave puisque les Almoravides s'emparent presque immédiatement de toute la frontière défensive de la vallée du Tage, d'Aranjuez à Zorita, et la population musulmane se soulève dans cette région.

### Crise successorale
Alphonse VI, déjà âgé, doit enfin faire face au problème de sa succession. Berthe est morte en 1099 sans lui avoir donné d'héritier. Son épouse Isabelle lui a donné deux filles, mais aucun fils. Pour compliquer encore la situation, en mars 1105, Urraque et Raymond de Bourgogne lui donnent un petit-fils, Alphonse, un prétendant possible au trône au détriment de Sancho Alfónsez, fils de son union avec Zaida. En mai 1107, lors d'une Curia Regia tenue à León, Alphonse impose la reconnaissance de Sancho Alfónsez comme son héritier, malgré l'opposition de ses filles et de ses gendres,. La situation du roi s'améliore avec la mort de Raymond de Bourgogne en septembre et un accord avec Urraque, qui permet à cette dernière de rester souveraine de Galice sauf en cas de remariage,.
La mort de Sancho Alfónsez lors de la bataille d'Uclès, le 29 mai 1108, laisse Alphonse VI sans héritier mâle. Il désigne alors sa fille aînée, Urraque, pour lui succéder, mais décide de la marier à son rival et célèbre roi guerrier Alphonse le Batailleur à l'automne 1108. Bien que le mariage soit célébré à la fin de l'année suivante, il n'apporte pas la stabilité escomptée, mais déclenche une longue guerre civile.

### Mort et enterrement
Alphonse meurt à Tolède le 1er juillet 1109. Le roi se trouve alors dans la ville pour tenter de la défendre contre une attaque almoravide imminente. Son corps est transporté à Sahagún  et enterré au monastère royal de San Benito, exauçant ainsi les vœux du monarque. La dépouille mortelle du roi est déposée dans un sépulcre en pierre, au pied de l'église, jusqu'au règne de Sanche IV de Castille (1284-1295), qui juge inconvenant que son ancêtre soit enterré au pied de l'église, et ordonne que le tombeau soit placé dans le transept de l'église, près de celui de Béatrice (✝ 1283), fille de l'infant Frédéric de Castille (✝ 1277), exécuté sur ordre de son frère, le roi Alphonse X de Castille.
Le sépulcre qui contenait les restes du roi, aujourd'hui disparu, reposait sur des lions d'albâtre. Il s'agissait d'une grande arche de marbre blanc, longue de deux mètres et large de deux mètres, recouverte d'un couvercle noir et lisse. Le tombeau était recouvert d'une tapisserie de soie, tissée en Flandre, représentant le roi couronné et armé, avec les armes de Castille-et-León sur les côtés et un crucifix au sommet.
Le tombeau contenant les restes d'Alphonse VI fut détruit en 1810 lors de l'incendie du monastère royal de San Benito. Les restes mortels du roi et ceux de plusieurs de ses épouses furent recueillis et conservés dans la chambre abbatiale jusqu'en 1821, date à laquelle les moines furent expulsés. Ils furent ensuite déposés par l'abbé Ramón Alegrías dans un cercueil, placé dans le mur sud de la chapelle du Crucifix jusqu'en janvier 1835, date à laquelle les restes furent à nouveau recueillis et placés dans un autre cercueil, puis transportés aux archives où se trouvaient alors les restes des épouses du souverain. L'objectif était de placer tous les restes royaux dans un nouveau sanctuaire en construction à cette époque. Cependant, lors de la dissolution du monastère royal de San Benito en 1835, les moines livrèrent les deux coffres contenant les restes royaux à un parent de l'un d'eux, qui les cacha jusqu'en 1902, date à laquelle ils furent découverts par Rodrigo Fernández Núñez, professeur à l'Institut Rodrigo de Zamora.
La dépouille d'Alphonse VI repose aujourd'hui au monastère des bénédictines de Sahagún, au pied de l'église, dans une arche en pierre lisse recouverte de marbre moderne. Dans un sépulcre voisin reposent les restes de plusieurs épouses du roi.

## Mariages et descendance
- épouse 1° en 1069 Agnès de Poitiers, fille de Guillaume VIII, comte de Poitiers et duc d'Aquitaine, décédée en 1078 ;
- épouse 2° en 1081 Constance de Bourgogne, fille de Robert Ier, duc de Bourgogne, et de Hélie de Semur-en-Brionnais, décédée en 1092 ou 1093 ;
  - d'oú une fille Urraque, reine de Castille ;
- épouse 3° en 1093 Berthe de Bourgogne, fille du comte palatin Guillaume Ier de Bourgogne et d'Étiennette de Bourgogne, décédée en janvier 1098 ;
- épouse 4° en 1098 (?) Isabelle (Zaida de Séville), belle-fille d'Al Mutamid ibn Abbad, émir de Séville, décédée en 1099 ou 1107 ;
  - d'oú Sancho Alfónsez, prince héritier ;
  - et Elvire, épouse du roi Roger II de Sicile ;
- épouse 5° en 1108 Béatrice d'Aquitaine ou d'Este ;

- En outre, peu après la mort de sa première femme il aurait épousé Ximena de Guzman ou Jimena Muñoz (es) mais le mariage aurait été déclaré invalide pour raison de parenté. Les deux filles issues de cette union sont donc considérées comme illégitimes :
  - Thérèse, comtesse de Portugal ;
  - Elvire, comtesse de Toulouse par mariage.

Il marie ses filles Urraque, la légitime, avec Raymond de Bourgogne, fils du comte Guillaume Ier de Bourgogne, et Thérèse de León, l'illégitime, avec Henri de Bourgogne, comte de Portugal. Il rapproche aussi son royaume de la papauté et décide de remplacer le vieux rite de saint Isidore, le rite mozarabe, par le rite romain. D'un autre côté, il est très ouvert à l'influence arabe, protège ses sujets maures et bat monnaie avec des inscriptions en lettres arabes. Après la mort de Constance, il s'est peut-être marié et a certainement vécu avec la princesse Zaïda. Sa femme Isabelle est peut-être cette princesse convertie au christianisme sous le nom de Marie ou d'Isabelle.

## Héritage
Dans le domaine culturel, Alphonse VI joue un rôle notable dans la protection des chemins de Compostelle et dans la réforme clunisienne. Au printemps 1073, il effectue la première donation d'un monastère léonais à l'Ordre de Cluny.
Beaucoup de romans de chevalerie ont illustré son nom. Dans la chanson de geste du Cid, il joue le rôle attribué par le poète médiéval aux plus grands rois et à Charlemagne lui-même. Il est tour à tour l'oppresseur et la victime héroïque et obstinée — le type idéal de protecteur que chantaient les jongleurs et les troubadours. Il est le héros d'une chanson de geste qui tout comme les chants espagnols primitifs, les chansons de Bernardo del Carpio et la légende des Infantes de Lara (es) n'existent plus que dans des fragments incorporés dans la Chronique d'Alphonse le Sage.